# آنجلو فراری
آنجلو فراری (ایتالیایی: Angelo Ferrari؛ ‏ ۱۴ اوت ۱۸۹۷ – ۱۵ ژوئن ۱۹۴۵) یک بازیگر اهل ایتالیا بود.
از فیلم‌هایی که وی در آن نقش داشته‌است، می‌توان به مادام بوواری، سامسون، کنگو اکسپرس، اورینت اکسپرس، وجوه عشق، شبی با تو، عذاب عشق و احساس مالکیت اشاره کرد.